# Flórián Molnár
Flórián Molnár (geboren am 14. März 2002 in Szombathely) ist ein derzeit nicht aktiver ungarischer Skispringer.

## Werdegang
Flórián Molnár trat ab 2014 in ersten Wettkämpfen unter dem Dach der Fédération Internationale de Ski, unter anderem dem FIS Cup, international in Erscheinung. Er nahm an den Nordischen Junioren-Skiweltmeisterschaften 2018 in Kandersteg teil und kam im Einzelspringen von der Normalschanze auf den 49. Platz.
Am 12. Januar 2019 gab er im Rahmen der Saison 2018/19 sein Debüt im Skisprung-Continental-Cup auf der Paul-Außerleitner-Schanze in Bischofshofen mit einem 53. Rang. Bei den Nordischen Junioren-Skiweltmeisterschaften 2019 im finnischen Lahti sprang er im Einzel von der Normalschanze auf Platz 55. Molnár nahm auch an den Nordischen Skiweltmeisterschaften 2019 in Seefeld in Tirol teil, scheiterte dort aber sowohl im Einzelspringen von der Großschanze als auch in dem von der Normalschanze an der Qualifikation für den Wettbewerb.
Nach weiteren Teilnahmen an Wettbewerben im Continental Cup sowie im FIS Cup trat er ein knappes Jahr später zum Einzelspringen von der Normalschanze bei den Olympischen Jugend-Winterspielen 2020 in Lausanne an und erreichte den 19. Platz. Bei den Nordischen Junioren-Skiweltmeisterschaften 2020 in Oberwiesenthal belegte er in dem gleichen Wettbewerb den 52. Rang. Im Oktober 2020 wurde bekannt, dass Molnár seine sportliche Laufbahn im Skispringen unterbrochen hat. Seitdem trat er zu keinen internationalen Wettkämpfen mehr an.
Sein Vater László und sein älterer Bruder Kristóf, der an den Olympischen Jugend-Winterspielen 2016 teilnahm, waren ebenfalls als Skispringer aktiv.